# Фегельзен
Фегельзен (нім. Vögelsen) — громада в Німеччині, розташована в землі Нижня Саксонія. Входить до складу району Люнебург. Складова частина об'єднання громад Бардовік.
Площа — 8,26 км2. Населення становить 2455 ос. (станом на 31 грудня 2021).